# Rentar plats

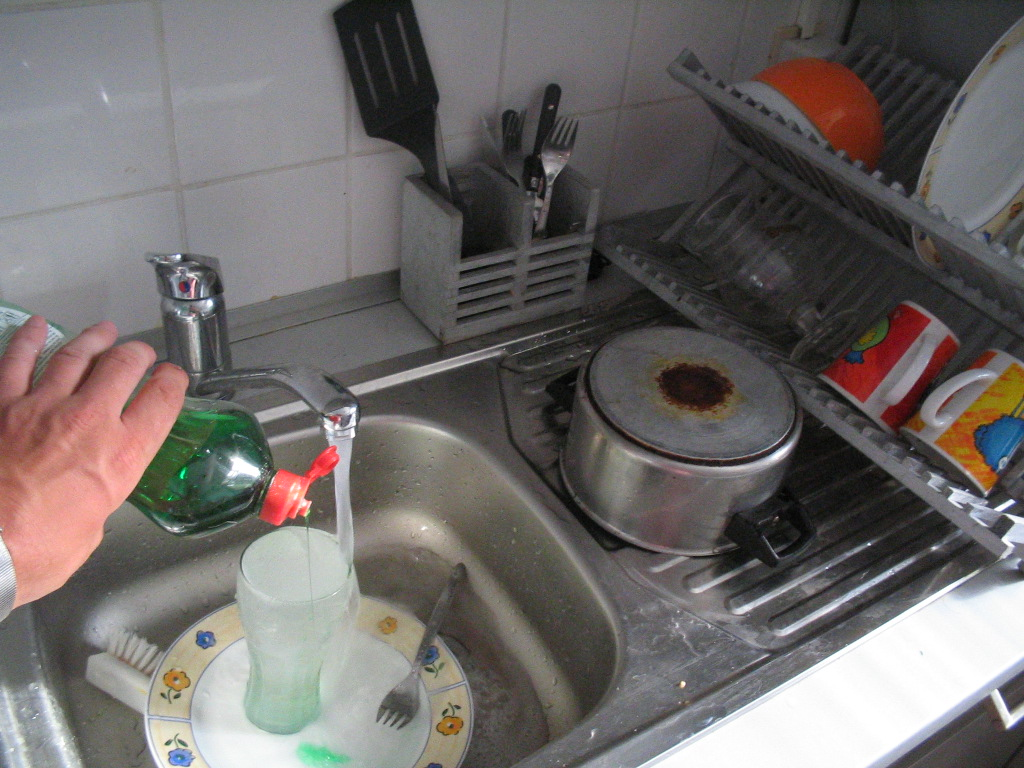
Rentant els plats

Rentar (els) plats o la vaixella o escurar (i altres expressions com fregar els plats, fer l'escurada, fer l'escuranda, fer la fregarada o fer l'einam) és l'acció de netejar els estris emprats per a la preparació i el consum de menjar i beure, és a dir, no sols els plats sinó també els coberts, els gots i copes, les paelles, les plates, les cassoles, les olles, etc.
Els plats poden ser rentats a mà o bé amb una màquina anomenada rentaplats, llavaplats o escuradora, segons l'àrea del domini lingüístic.

## Amb rentaplats

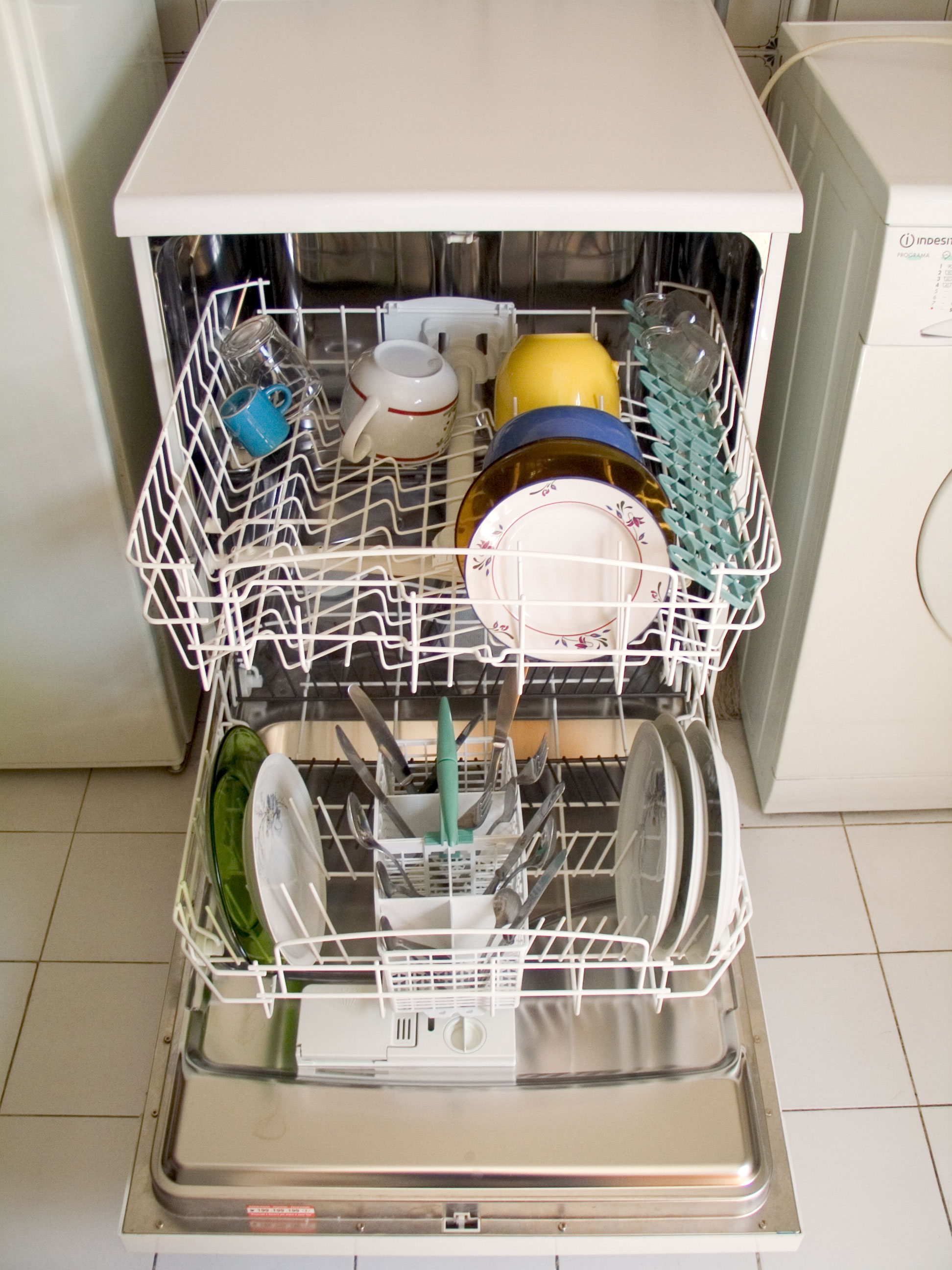
Rentaplats

El rentaplats és una mena de capsa grossa (en general amb una obertura a tota la cara frontal) que fa automàticament tot el procés de rentar plats, des de la neteja amb sabó fins a l'esbandida i l'assecament (a base d'aire calent). Rentar plats a màquina presenta una sèrie d'avantatges i inconvenients respecte a fer-ho a mà. Els principals avantatges són la senzillesa (a priori només cal ficar els plats dins els rentaplats, si bé una mena d'escurament previ per treure'n les restes més voluminoses s'estila molt) i l'estalvi d'aigua (si el rentaplats és ple). Els inconvenients són sobretot la corrosió que provoca en certs objectes (especialment de vidre i metall) i el cost: la inversió inicial és molt superior, i després cal comprar pastilles de sabó o detergent (generalment més cares que el sabó per rentar plats habitual) i pagar l'electricitat que gasta, a més de l'aigua. L'estalvi de temps és un factor que depèn de com es calculi: per una rentada d'un sol àpat (amb un nombre petit de gent i estris emprats), fer-ho a mà resulta molt més ràpid que no pas esperar que el cicle sencer del rentaplats s'acabi. En canvi, si el rentaplats és ple i es renten de cop els plats corresponents a diversos àpats, el temps total emprat és menor que el sumatori de les rentades individuals a mà que haguessin calgut per fer-ho just després de cada àpat.

## A mà

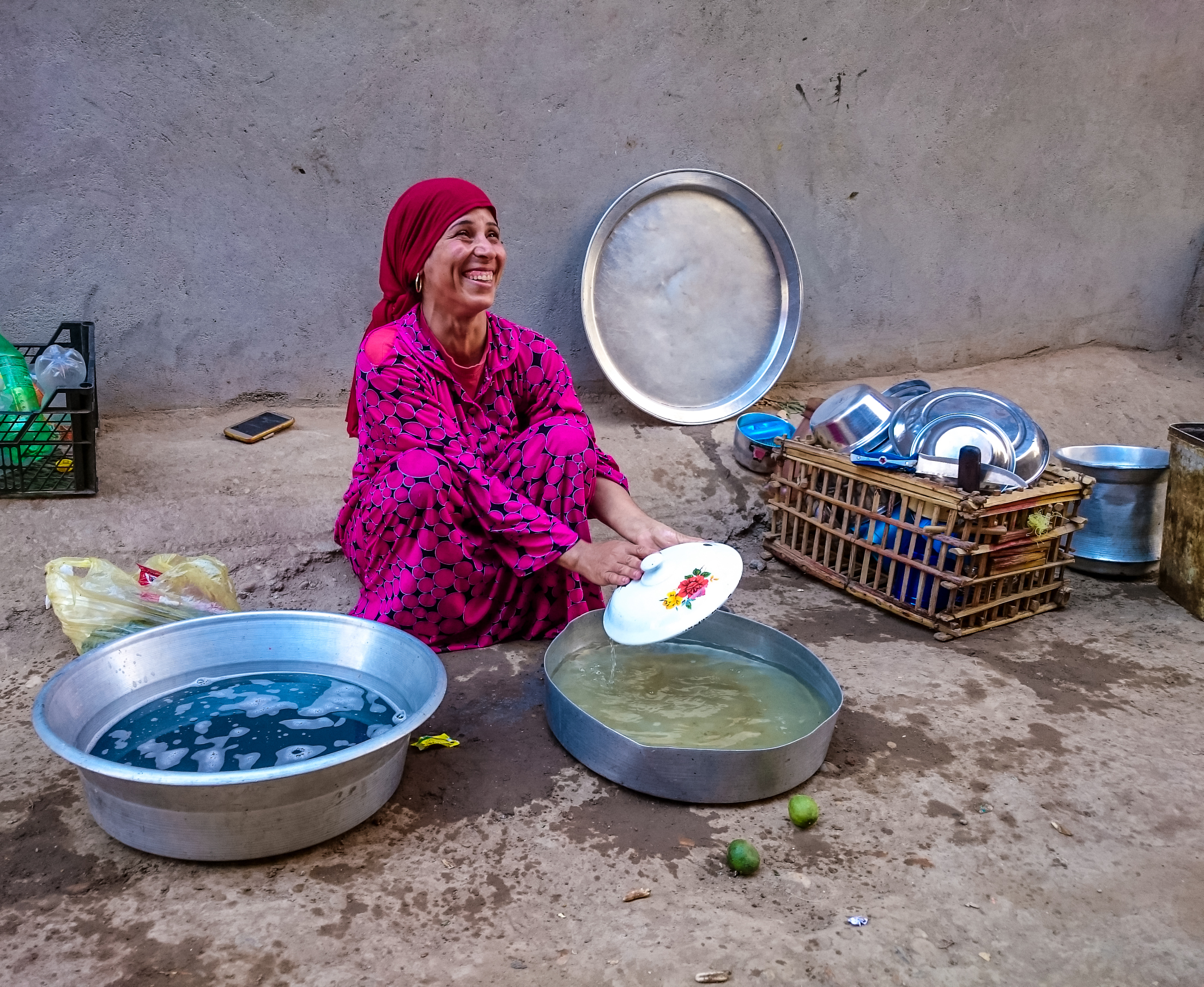
Rentar plats a mà (Egipte).

No hi ha cap procediment estandarditzat per rentar plats a mà, i, com en moltes altres facetes de la cultura, la manera de fer-ho varia de país a país, de família a família i de persona a persona.
Una seqüència d'accions estesa consisteix a treure primer les restes de menjar més grosses tot tirant-les a les escombraries, a l'aigüera o guardant-les per més endavant en carmanyoles, així com buidar copes i gots, omplir la pica d'aigua i sabó, ficar-hi els estris i fregar-los amb fregall, deixar-los a l'altra pica (si n'hi ha dues) on després són esbandits, i finalment, deixar-los assecar a una "reixeta" al costat de la pica. Si la brutícia està molt enganxada, deixar els estris en remull dins l'aigua amb sabó una estona abans és també una tàctica habitual.
Una estratègia que és seguida sovint consisteix a netejar primer el que és menys brut, i anar continuant amb coses gradualment més brutes. Així s'evita que les paelles més greixoses embrutin l'aigua abans, per exemple, de rentar gots on només s'hi ha begut aigua.
A vegades s'empren guants, cosa que, a més a més de protegir les mans, permet l'ús d'aigua més calenta. Una temperatura alta de l'aigua és desitjable perquè així el menjar es desenganxa més fàcilment (mentre es frega) i després s'evapora més ràpidament, de manera que el plat és eixut abans.

### Diferències entre països
A força països europeus és habitual rentar els plats dins d'un gibrell que es col·loca dins la pica. Hi ha raons històriques per aquest funcionament: durant molt de temps la pica era l'única font d'aigua que hi havia a la casa, de manera que el seu ús no estava limitat a rentar plats: també s'hi rentava roba, i fins s'hi abocava l'aigua que s'havia usat per fregar el terra, i per això higiènicament tenia sentit no ficar-hi els plats. A més, les piques tendien a ser fetes de ceràmica, i en netejar-hi estris metàl·lics s'haurien pogut esquerdar; emprar un altre recipient (més fàcilment substituïble) evitava aquest perill. Les piques eren en general molt grosses, i omplir-les senceres una acció molt cara en un temps on l'aigua calenta era un luxe escàs: el gibrell podia tenir una mida més adequada. Finalment, l'espai entre el gibrell i la pica permet l'abocament de líquids que hagin romàs a gots o copes.
Un exemple de les diferències entre països és per exemple que així com al sud d'Europa és habitual deixar que els plats s'eixuguin sols, al nord hom empra sovint un drap per eixugar-los i ficar-los immediatament a l'armari. Als Països Baixos, Alemanya i Anglaterra, un cop els plats han estat ensabonats i fregats, són eixugats directament, és a dir, no s'esbandeixen (cosa que pot xocar certa gent en adonar-se que "tot un país està menjant sabó").
L'element utilitzat per fregar també varia de país a país, i així com a les àrees catalanoparlants un fregall és el més habitual (de fibres sintètiques per a brutícia estàndard, de fibres metàl·liques per la molt enganxada), en altres llocs del món (Finlàndia, per exemple) hi prevalen els raspalls.
A Suècia, on el fregall també és prevalent, és costum de netejar el menjar que s'acumula al fons de la pica després d'escurar els plats mitjançant un estri especialment dissenyat per aquest fi (mena de pala semblant a un ventall amb forats estil ratllador de formatge) que permet tirar-lo còmodament a les escombraries. Això es fa per contraposició, per exemple, als Estats Units, on és costum de tenir un trinxador d'escombraries a sota la pica, de manera que és precisament desguàs avall on s'envia el menjar de rebuig.

## Aspectes culturals i socials
Tradicionalment rentar plats s'ha considerat un mètode de pagament alternatiu en cas que en anar a un restaurant no es tinguessin prou diners per pagar l'àpat consumit. A certes famílies és de les primeres tasques de la llar que s'atribueixen a la quitxalla, a vegades com a càstig. Més rarament, rentar plats pot ser vist com una bella estona de col·laboració i companyonia entre els membres de la llar, o un parèntesi on la repetitivitat de la tasca permet una momentània evasió mental de l'estrès quotidià.
Cal recordar que en molts països els homes encara s'han d'incorporar o participar més en les tasques domèstiques (rentar plats entre altres).